# Marco Didio Falco
Marco Didio Falco è un personaggio immaginario protagonista dei romanzi dell'autrice inglese Lindsey Davis.

## Storia
I romanzi illustrano il mondo dell'impero romano sotto l'imperatore Vespasiano attraverso la figura di Marco Didio Falco, una sorta di investigatore privato; anche se il tono è canzonatorio e satirico, la ricostruzione storica dei romanzi è estremamente accurata.

## Biografia del personaggio
Marco Didio Falco è una sorta di investigatore attivo nel I secolo. Vive in un quartiere molto povero di Roma, al sesto ed ultimo piano di un fatiscente condominio.
I suoi primi casi da investigatore lo portano a lavorare per conto dell'imperatore Vespasiano ed a scontrarsi con la Prima spia dell'imperatore, un incapace di nome Anacrite.
Nel corso delle sue avventure Didio Falco, fra viaggi in Britannia e in Oriente, indaga sulle vicende dell'importante famiglia dei Camilli e finirà per innamorarsi di Elena Giustina, figlia del senatore Camillo Vero. Inizialmente problematico, il rapporto fra i due proseguirà, tanto che Didio Falco cercherà una casa più grande per sé, la sua compagna e il bambino in arrivo.

## Libri in cui compareMarco Didio Falco
1. Le miniere dell'imperatore, 1994, (The Silver Pigs, 1989)
2. Misteri imperiali, 1994, (Shadows in Bronze, 1990)
3. La Venere di rame, 1991, (Venus in Copper, 1991)
4. La mano di ferro, 1992, (The Iron Hand of Mars, 1992)
5. L'oro di Poseidone, 1993, (Poseidon's Gold, 1993)
6. Ultimo atto a Palmira, 1993, (Last Act in Palmyra, 1994)
7. Fuga o morte, 1995, (Time to Depart, 1995)
8. Notte a Corduba, 1996, (A Dying Light in Corduba, 1996)
9. Tre mani nella fontana, 1997, (Three Hands in the Fountain, 1997)
10. In pasto ai leoni, 1998, (Two for the Lions, 1998)
11. Una vergine di troppo, 1999, (One Virgin Too Many, 1999)
12. Ode per un banchiere, 2000, (Ode to a Banker, 2000)
13. Assassinio alle terme, 2001, (A Body in the Bath House, 2001)